# Langgade Station
Langgade Station er en S-togs-station i Valby. Stationen åbnede 23. september 1941. Oprindeligt hed stationen Valby Langgade Station, men skiftede i 1946 navn til Langgade Station for at undgå forveksling med Valby Station. Stationen ligger ved Valby Langgade, på Herman Bangs Plads. Stationen er en højbanestation, placeret på en jordvold. Adgang til perronen sker fra en stationsbygning med indgang fra Herman Bangs Plads. Tidligere var der også indgang fra Aksel Sandemoses Plads, men den er inddraget til fordel for Områdefornyelsen Gl Valby.
Der var billetsalg på stationen frem til 1996, men siden 1. april 1996 har stationen været selvbetjent.
26. januar 2011 blev stationen genindviet efter en længere renoveringsperiode. Genindvielsen af stationen var et led i en række S-togsrenoveringer under konceptet ’Fremtidens S-togsstationer’. I den gamle stationsbygning er væggene langs trappen eksempelvis udsmykket med billeder taget af fotograf Alio Viera.

## Galleri
- Wikimedia Commons har flere filer relateret til Langgade Station

- Stationen er udformet med en enkelt midterperron.
- Gammelt venteskur på perronen.
- Interiør i venteskur.
- Indenfor i stationsbygningen.
- Indgang og bro over Valby Langgade.
- Siden mod Aksel Sandemoses Plads.

## Antal rejsende
Ifølge Østtællingen var udviklingen i antallet af dagligt afrejsende med S-tog:
| År   | Antal | År   | Antal | År   | Antal | År   | Antal |
| ---- | ----- | ---- | ----- | ---- | ----- | ---- | ----- |
| 1957 | 3.025 | 1974 | 1.424 | 1991 | 1.027 | 2001 | 1.161 |
| 1960 | 2.627 | 1975 | 1.245 | 1992 | 1.092 | 2002 | 1.133 |
| 1962 | 2.539 | 1977 | 1.188 | 1993 | 1.014 | 2003 | 1.270 |
| 1964 | 2.360 | 1979 | 1.813 | 1995 | 1.242 | 2004 | 1.240 |
| 1966 | 2.312 | 1981 | 1.212 | 1996 | 1.218 | 2005 | 1.160 |
| 1968 | 2.133 | 1984 | 1.213 | 1997 | 1.334 | 2006 | 1.164 |
| 1970 | 2.033 | 1987 | 1.128 | 1998 | 1.498 | 2007 | 1.149 |
| 1972 | 1.943 | 1990 | 1.105 | 2000 | 1.336 | 2008 | 1.132 |